# Everyday Life
 (décembre 2019).
Albums de Coldplay
A Head Full of Dreams
(2015) Music of the Spheres
(2021)
Singles
1. Orphans / Arabesque
Sortie : 24 octobre 2019
2. Everyday Life
Sortie : 3 novembre 2019
3. Champion of the World
Sortie : 24 février 2020

Everyday Life est le huitième album studio du groupe anglais Coldplay, sorti le 22 novembre 2019.
Il s'agit d'un double album, divisé en deux parties intitulées Sunrise et Sunset.

## Campagne de promotion
En octobre 2019, apparaissent un peu partout dans le monde des affiches représentant une photo vieillie du groupe avec la légende 22 novembre 1919.
À la même période, plusieurs fans à travers le monde reçoivent une mystérieuse lettre tapée à la machine à écrire, où est annoncée la sortie le 22 novembre d'un double album intitulé Everyday Life. La même information est diffusée dans des journaux anglais et internationaux, dont Le Monde en France, sous forme d'encart publicitaire ou de petite annonce détaillant la liste des chansons du nouveau disque.
Le 24 octobre 2019, Coldplay officialise sur son site internet la sortie d'Everyday Life le 22 novembre 2019.
Quelques jours plus tard, il est annoncé que pour fêter la sortie du disque, le groupe sera le 22 novembre à Amman en Jordanie et jouera l'intégralité de l'album en live. Le concert a été retransmis en direct sur YouTube en deux parties : Sunrise au lever du soleil, et Sunset au coucher du soleil.
Dans une interview donnée à la BBC le 21 novembre, Chris Martin a annoncé qu'une tournée pour cet album n'était pas prévue, pour des raisons écologiques. « Par exemple, notre rêve serait d'avoir une tournée sans plastique du tout et alimentée en grande partie par l'énergie solaire », a précisé le chanteur.

## Inspiration et processus créatif
Dans un entretien sur la radio BBC Radio 1, Chris Martin a précisé que l'album reflète sa vision du monde actuel et est une réaction à la négativité ambiante.
Lors d'une autre interview accordée à Zane Lowe, Chris a expliqué que la première partie de l'album, Sunrise, évoque les épreuves que chacun doit affronter dans sa vie et la seconde, Sunset, parle de la façon de les surmonter et d'aller de l'avant.

## Artwork
La pochette de l'album est une photo vieillie style années 1900, représentant les quatre membres de Coldplay en costumes d'époque. Il s'agit d'un photomontage réalisé à partir d'une photo de famille du guitariste Jonny Buckland, datée de 1919, où apparaît le groupe de musique de son arrière-grand-père.
Après les influences indiennes du précédent album, le groupe s'inspire pour cet album du monde arabe, avec le titre Everyday Life et l'expression « Paix et amour » transcrits en arabe. La chanson Bani Adam est inspirée du poète persan Saadi,.

## Singles
Le premier single, Orphans, est dévoilé le 24 octobre 2019. Le même jour parait Arabesque, collaboration avec le chanteur belge Stromae et le saxophoniste nigérian Femi Kuti, en tant que deuxième single.
Le titre éponyme Everyday Life est choisi comme single et sort le 3 novembre 2019, après avoir été joué la veille en live lors de l'émission américaine Saturday Night Live.
Deux jours avant la sortie de l'album, le groupe sort le video pour Daddy et l'audio pour Champion Of The World.

## Liste des pistes

### Sunrise
| No | Titre                | Producteur(s) | Durée |
| -- | -------------------- | ------------- | ----- |
| 1. | Sunrise              |               | 2:31  |
| 2. | Church               |               | 3:50  |
| 3. | Trouble In Town      |               | 4:38  |
| 4. | BrokEn               |               | 2:30  |
| 5. | Daddy                |               | 4:58  |
| 6. | WOTW / POTP          |               | 1:16  |
| 7. | Arabesque            |               | 5:40  |
| 8. | When I Need A Friend |               | 2:35  |

### Sunset
| No | Titre                 | Producteur(s) | Durée |
| -- | --------------------- | ------------- | ----- |
| 1. | Guns                  |               | 1:55  |
| 2. | Orphans               |               | 3:17  |
| 3. | Èkó                   |               | 2:37  |
| 4. | Cry Cry Cry           |               | 2:47  |
| 5. | Old Friends           |               | 2:26  |
| 6. | بنی آدم (Bani Adam)   |               | 3:14  |
| 7. | Champion Of The World |               | 4:17  |
| 8. | Everyday Life         |               | 4:18  |

## Crédits
Le fils de Chris Martin, Moses, figure parmi les auteurs d'Orphans.
Les anciens membres du groupe Owl John (Scott Hutchinson, Andy Monaghan et Simon Liddell) sont également crédités sur le titre Champion Of The World. Sur Twitter, Chris Martin a remercié le 20 novembre Scott Hutchinson, décédé en 2018, en expliquant que cette chanson avait été inspirée par celle d'Owl John, Los Angeles, Be Kind.

## Certifications
| Pays          | Certification | Ventes/Équivalence |
| ------------- | ------------- | ------------------ |
| France (SNEP) | Platine       | 100 000            |